# 이케야-장 혜성

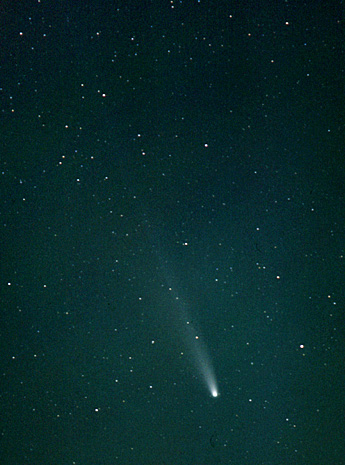
2002년 4월 1일 촬영한 이케야-장 혜성

이케야-장 혜성(공식 이름 : 153P/Ikeya-Zhang)은 2002년 일본의 이케야 가오루와 중국의 장다칭이 독립적으로 발견한 혜성이다.
2002년 2월 1일, 카이펑에서 장다칭이 새로운 혜성을 고래자리에서 발견하여 국제천문연맹에 보고하였다. 중국보다 해가 먼저 지는 일본의 이케야 가오루 쪽이 빨리 발견했다는 게 알려졌다. 처음에는 "C/2002 C1 (이케야-장)"이라는 이름이 붙여졌다.
혜성은 2002년 3월 18일, 겉보기 등급 3.5 등급으로 근일점을 통과했는데, 이는 1997년 이후 가장 밝은 혜성이었다. 공전 주기는 366.51년으로 계산되었다. 341년 전인 1661년 중국의 천문 기록에 있던 혜성과 같은 혜성임이 밝혀지면서 153P라는 이름이 붙여졌다. 현재까지 알려진 단주기 혜성 중에 가장 공전 주기가 길며, 근일점을 한번 초과 통과한 것이 관측된 유일한 장주기 혜성이다.

## 같이 보기
- 요하네스 헤벨리우스